# 周儒 (雍正進士)
周儒，字席珍，贵州龍裡人，清朝政治人物、同進士出身。

## 生平
雍正十一年（1733年）癸丑科進士，三甲一百七十二名，后官廣東連州知州。